# Cespuglio (potatura)
Il cespuglio è una forma di allevamento libera dell'olivo finalizzata ad anticipare l'entrata in produzione.

## Descrizione
Questa forma di allevamento non adotta schemi geometrici ben delineati e asseconda il portamento basitono naturale della specie.  Trattandosi di uno schema libero si può eseguire con diverse varianti che in comune hanno i criteri adottati nella potatura di allevamento. Al 7º-8º anno, periodo in cui si presume che si raggiunga la forma definitiva, le piante si presentano in forma di arbusto cespuglioso o di alberello, con una geometria che si avvicina in linea di massima ad un vaso cespugliato irregolare o ad un globo. Il sistema di branche primarie, composto da un numero variabile, s'inserisce sull'asse principale a partire da un'altezza di 40-80 cm. 
Dopo il 7º-8º anno si può convertire il sistema in una forma geometrica più definita (il vaso cespugliato, il globo oppure, con maggiori difficoltà, il vaso policonico) oppure si mantiene la forma libera applicando una potatura di produzione che provveda al diradamento della chioma al centro e al rinnovamento periodico delle branchette esaurite.

## Potatura di allevamento
Nei primi tre anni le piante sono allevate liberamente evitando gli interventi cesori che avrebbero l'effetto di ritardare l'entrata in produzione. In generale le cultivar vigorose iniziano a fruttificare già al terzo anno. 
Dal 3º-4º anno fino al 5°-7° si procede con interventi cesori moderati rimuovendo progressivamente le ramificazioni più basse fino a 40-80 cm e diradando la chioma nei punti di maggiore densità, in particolare rimuovendo i polloni basali e i succhioni eccessivamente vigorosi e che tendono a svilupparsi verso l'interno.
Al termine della fase d'impianto si procederà diradando la vegetazione al centro oppure convertendo il cespuglio in altre forme di allevamento.

## Potatura di produzione
La potatura di produzione del cespuglio, mantenuto nella forma libera vera e propria, consiste in interventi cesori che hanno lo scopo di mantenere una struttura produttiva costante, contenere lo sviluppo in altezza e favorire l'illuminazione uniforme di tutta la chioma. Gli interventi consistono pertanto:
- nella rimozione delle ramificazioni che tendono a svilupparsi verso l'interno della chioma;
- nella soppressione delle branchette fruttifere esauste con tagli di ritorno;
- nella cimatura delle parti alti in modo da evitare un eccessivo sviluppo in altezza.

## Proprietà
I vantaggi del cespuglio consistono principalmente nella precoce entrata in produzione e nei costi contenuti della potatura di allevamento. La potatura di produzione può anche essere eseguita meccanicamente anche se questo sistema non è molto indicato per l'olivo. In definitiva i costi d'impianto dell'oliveto e i costi di esercizio nei primi anni sono molto più contenuti rispetto alle forme di allevamento convenzionali.
Il cespuglio si presta inoltre per la ricostruzione di oliveti distrutti da incendi o gelate in alternativa al vaso cespugliato
Per quanto riguarda la fase di produzione costante, non ci sono particolari differenziazioni in termini di economia, perciò spesso è preferibile convertire la forma in una di quelle geometriche in grado di offrire una maggiore produttività oppure migliorare i costi della raccolta. Il difetto principale del cespuglio consiste nella difficoltà di meccanizzare la raccolta con l'uso delle scuotitrici. La raccolta manuale con la brucatura e quella agevolata con pettini e abbacchiatori meccanici è invece favorita dall'altezza contenuta. Possono esserci tuttavia differenze marcate fra le varie cultivar in merito alla produttività del lavoro.
Dato il portamento espanso della chioma, questo sistema richiede sesti d'impianto abbastanza larghi, preferibilmente in quadrato (6x6 m).